# Robert Daniel Carmichael
Robert Daniel Carmichael (Goodwater, 1 de março de 1879 – 2 de maio de 1967) foi um matemático estadunidense.

## Obras
- The Theory of Relativity, 1.edition, New York: John Wiley & Sons, Inc., pp. 74, 1913.
- The Theory of Numbers, New York: John Wiley & Sons, Inc., pp. 94, 1914.
- Diophantine analysis, 1.edition, New York: John Wiley & Sons, Inc., pp. 118, 1915.
- The Theory of Relativity. 2.edition, New York: John Wiley & Sons, Inc., pp. 112, 1920.
- A Debate on the Theory of Relativity, with an introduction of William Lowe Bryan, Chicago: Open Court Pub. CO., pp. 154, 1927.
- The calculus, Robert D. Carmichael and James H. Weaver, Boston/New York: Ginn & company, pp. 345, 1927.
- The Logic of Discovery, Chicago/London: Open Court Publishing CO., pp. 280, 1930; Reprinted of Arno press, New York, 1975
- Mathematical Tables and Formulas, Robert D. Carmichael and Edwin R. Smith, Boston: Ginn & company, pp. 269, 1931; Reprint of Dover Publications, Inc., New York, 1962.
- The calculus, revised expenditure of Robert D. Carmichael, James H. Weaver and Lincoln La Paz, Boston/New York: Ginn & company, pp. 384, 1937.
- Introduction to the Theory of Groups of finite order, Boston/New York: Ginn & company, pp. 447, 1937; Reprint of Dover Publications, Inc., New York, 1956.